# Yggdra Union: We'll Never Fight Alone
Yggdra Union (ユグドラ・ユニオン?   subtitulado We'll Never Fight Alone) es un videojuego de estrategia por turnos para Game Boy Advance, PlayStation Portable, iOS, Android, Nintendo Switch y Steam, creado por Sting Entertainment, un videojuego de la serie del mismo nombre y es el capítulo 2 de la serie Dept. Heaven. Atlus tradujo y publicó este juego en Norteamérica para las dos primeras platafotmas mientras que 505 Games publicó el juego para Game Boy Advance en Europa.
A diferencia de otros juegos de rol táctico, este juego presenta un nuevo sistema de cartas, lo que hace límitar su jugabilidad a un mapa 2D de vista aérea.

## Yggdra Card System

### General
Este juego mezcla estrategia y cartas llamado Yggdra Card System, que es el motor de scripts del juego, lo cual cambia la jugabilidad a diferencia de otros juegos de rol táctico. Este motor también se utilizó en la precuela Blaze Union y en la secuela Gloria Union. Al empezar la batalla, el jugador elige a varios personajes (Yggdra y Milanor son elegidos automáticamente y no se pueden retirar). Además, se pueden equipar un objeto que dura una cierta cantidad de mapas o usarlos para recuperar Morale (HP). Después de la elección de los personajes, el jugador elige una cierta cantidad de cartas. Cada carta tiene sus puntos de daño que aumenta en batalla, N.º de pasos y Ace (Arma inicial).
Los personajes, en cambio, tiene sus parámetros Morale (muere si cae a 0), Género (Afecta a la defensa ante el primer ataque, las reacciones, las habilidades de carta y la derrota), técnica (afecta el ataque del primer ataque, las reacciones, las habilidades de carta y los cambios de estado de algunas cartas), ataque (afecta el poder de ataque, los CRITICALs de la batalla regular y la victoria), suerte (afecta los ataques críticos, la caída de objetos y la duración de los cambios de estado), y solo para el usuario, la reputación, que aumenta por cada victoria y cae a 0 por cada derrota.
Si ocurre un Software Reset a mitad de partida, puede recargar la partida en curso (resetea los reintentos) o salir a la pantalla de título. Software reset no está disponible en iOS ni Android, pero como contrapartida, aparece en el menú principal el reinicio de mapa. Si ocurre un game over, el usuario puede optar por reintentar la partida o salir a la pantalla de título. Cada reintento mediante Game Over (y no mediante reinicios de mapa ni Software reset), solo cuenta con 6 medallas, se reduce los parámetros enemigos, los puntos de daño ganados para las cartas se reduce a 1/2 y no se obtiene bonificación vía MVP. Al terminar el juego en PSP, se agrega la opción HARD, lo que no le agrega MORALE a los personajes sin seleccionar ni al subir de nivel.

### Campo
El turno es alternado: Azul → Rojo → Verde → NPC (amarillo) → Azul.
Depende del terreno del mapa depende de la defensa geográfica y los objetos que aparecen en cada cuadra. Por ejemplo, algunos mapas pueden tener ciudades o pueblos mientras que otros pueden tener armas de asedio que son catapultas, cañones y ankhs.
El turno es lo siguiente:
- Elige una carta (se termina el juego si el usuario se le acaba las cartas)[1]
- Mantenimiento: resuelve los efectos de cambios de estado. Cañones y ankhs son disparados por sus propietarios. Veneno e incendio rebaja Morale. El terreno veneno en los mapas pantanosos también perjudica a los personajes. Sin embargo, los daños causados por estos estados o estas armas de asedio no llegan a morir. Ciertos objetos harán que duerman de día, al igual que los esqueletos.
- Fase inicial 1: el jugador mueve a los personajes una cierta cantidad de pasos. Algunos cuadros suelen tener objetos o cartas ocultas. Golems, personajes con el estado SLOW o CURSE, arena (en los mapas desérticos) y veneno (en los mapas pantanosos) solo se pueden mover un cuadro. Unidades paralizadas no pueden moverse, pero puede atacar. El N.º de movidas es mostrado en cada carta, por lo que, por ejemplo, si la carta tiene 5 movidas, una unidad hace 5 pasos o 5 unidades hacen 1 paso cada uno o cualquier combinación, el jugador debe estar más atento a las movidas de cada carta. Si el enemigo, al morir, aparece ‹!›, pudiendo ser medallas u otros objetos, el jugador debe reclamar el objeto antes que el enemigo, moviendo al cuadro de ‹!›. En ciudades o pueblos, te da información o bien adquieres objetos de los ciudadanos, o incluso, intercambiarlos.
- Batalla: Los combates son 5 Vs. 5. Los varones pueden iniciar formaciones con X mientras que las chicas pueden iniciar con + y formar hasta 5 unidades, incluido el ACE. Golems y Esqueletos no pueden crear formaciones ni multiuniones al atacar o ser atacados. Si la carta coincide con ACE, se activará y se usará cuando la barra está al MAX. Solo ciertas unidades pueden usar esa carta, si está activada. Unidades con el estado CURSE equivale a ceguera, lo cual rebaja la precisión de los ataques. El perdedor de la ronda recibirá daño y si su Morale cae a 0, es eliminado.
- Fase inicial 2: Es lo mismo que la fase 1 pero el ACE ya no se puede mover. Además, se resuelve los efectos de carta que alteran el mapa.
- Fin del turno: Si todos los equipos terminan el turno antes de llegar al equipo azul, el tiempo alterna entre Día, Tarde y Noche.

Completando el mapa se obtiene mejoras a los personajes, objetos y ciertas cartas y da la opción de guardar partida. Las mejoras a los personajes solo se obtienen vía MVP, que aumenta los parámetros si se termina sin reintentos y un poco más en caso de partidas rápidas; solo el último en eliminar al enemigo obtendrá esa bonificación.
Algunos mapas (como el mapa inicial, los mapas finales o en algunas situaciones) tienen una hora fija (solo día, tarde o noche) y dicha hora no puede ser cambiada entre cambios de turno.

### Batalla
Por lo general, las batallas son 5 contra 5. Inicialmente, solo se puede atacar una vez por turno, desde el mapa 3-2 se puede crear formaciones y con el progreso se puede crear multiuniones. Si un personaje se enfrenta contra enemigos simultáneos, recibirá un penal de batalla, que pierde una unidad por cada batalla simultánea (exc. si el personaje tenga un objeto que anula el penal de batalla). Unidades petrificadas no pueden unirse. Unidades dormidas solo pueden unirse si son atacadas por el enemigo.
La primera fase es el ataque inicial: si se une la catapulta, atacará antes de los atacantes y si es CRITICAL en su primer ataque, puede matar al cabecilla defensor. Es posible que mueran todos los defensores en el ataque inicial. Además, si atacan a las unidades dormidas, estas no pueden reaccionar.
La segunda fase es la reacción: Si el cabecilla defensor sobrevive, puede contraatacar. Si el cabecilla defensor muere, las unidades sobrevivientes entran en pánico, que se recupera al acabarse el tiempo. Arqueros no pueden contraatacar ni ser contraatacados, pero algunos objetos harán que el personaje equipado no contraataque. En caso de un CRITICAL en un contraataque, puede dejar solo al cabecilla atacante.
La tercera fase es la batalla regular, en donde aparece 2 barras (exc. en el mapa inicial): la barra de agresividad y la barra de ira. La barra de agresividad aumenta en modo pasivo y se reduce en modo agresivo, pero usará un elemento entre físico, fuego, hielo, trueno, luz y oscuridad con este modo. Es posible crear múltiples CRITICALs durante esa fase, lo que duplica el daño. Si está al MAX, es posible usar una carta vía Act Skill o Break Skill. Si es vía Act Skill, la barra se reduce al mantener presionado una tecla. Las cartas Break Skill deben ser cargadas antes de usarlas pero son canceladas si el enemigo activa una carta o hace un CRITICAL. Las cartas Act Skill son sobreescritas por otra del mismo tipo o por una Break Skill. La barra de ira carga automáticamente, y cambia entre Normal, Rage y MAX. En RAGE, usará un elemento entre físico, fuego, hielo, trueno, luz y oscuridad. En MAX, el enemigo usará su carta. La fase termina si la última unidad de uno de los personajes es eliminada.
Cada personaje varía en el tipo de unidad, cuyo líder es el cabecilla y las demás unidades son sus acompañantes que varían entre Espadachines, Valquirias, Bandidos, Grifos montados, Jinetes, Ondinas, Brujas, Necrofagos, Cazadores, Asesinas, Golems, Esqueletos, Dragones montados, Astartes y unidades específicas. En el caso de Yggdra, cuya clase es Sword Maiden (o La Puchelle si es coronada), ella es la cabecilla y las demás unidades son valquirias. En el caso de Milanor, cuya clase es Stray Thief, él es el cabecilla y las demás unidades son bandidos. En caso de Gulcasa, cuya clase es caballero dragón (o caballero Brongaa si es enfurecido), él es el cabecilla y las demás unidades son dragones montados. En caso de Nessiah, que su clase es El Sabio, él es el cabecilla y las demás unidades dependen de la carta Reincarnation. Marietta y N.º 367 son Arcángel y Grim Angel, respectivamente. Cada personaje utiliza un arma principal que varía entre espada, hacha, lanza, arco, vara, ataque físico, guadaña y libro. Las armas, cartas y elementos tienen ventajas y debilidades sobre cierta arma o elemento.
La última fase es el cálculo de daños, que afecta por lo siguiente:
```
Puntos de daño de carta * (sobrevivientes (Min. 1) + diferencia de ataque (calculado por ataque del ganador - género del perdedor) + bonos (cabecilla vivo + CRITICAL en el primer ataque + robo y rotura de objetos mediante cartas Steal y Item Break, respectivamente + uso de Genocide y de Crusade) - defensa GEO) = daño total.

```

Algunos personajes están protegidos contra la muerte, por lo que siempre su Morale marca 1. Si el daño total marca negativo, el perdedor no recibirá daños.
Las fases se repiten hasta que se acabe el número de personajes.
Al terminar la batalla, los 5 personajes aumentan su EXP (se reduce a 0 si son eliminados, provocando ZERO RESET) y si un personaje sube de nivel (MAX 20), también aumenta su Morale MAX y sus estados (fuera de GBA, recupera parte de su MORALE en EASY o NORMAL). Ten en cuenta que los cabecillas caídos impiden usar la barra de agresión, los cabecillas enemigos caídos impedirán usar su barra de ira aunque se cargue y la carta Genocide rompe estas dos barras. Además, si Yggdra o Milanor o ambos son eliminados, fracasa la misión, terminando el juego.

### Cartas
Aquí se listan las 33 cartas. En mapas extensos, se usan todas las cartas mientras que en mapas más rápidos se usan menos. Si el usuario se queda sin cartas al empezar el turno, acaba la partida. En PSP, se agregrón 3 nuevas. Este es el listado actual:
| Nombre                                | ACE                | Portadores                | Habilidades y restricciones                                                                          |
| Cartas iniciales                      | Cartas iniciales   | Cartas iniciales          | Cartas iniciales                                                                                     |
| ------------------------------------- | ------------------ | ------------------------- | --- |
| DOLL CRAFT (メイクドール)             | Vara               | Brujas (exc. Pamela)      | Invoca Golems                                                                                        |
| NECRO GATE (ネクロゲート)             | Vara               | Necrofagos                | Solo noche, invoca Esqueletos                                                                        |
| MEDUSA EYE (メデューサアイ)           | Arco               | Todos                     | Petrifica enemigos                                                                                   |
| POISON BREATH (ポイズンブレス)        | Físico             | Esqueletos                | Envenena enemigos                                                                                    |
| GRAVITY CHAOS (グラヴィティカオス)    | Hacha              | Todos                     | Daño oscuridad y causa CURSE                                                                         |
| ITEM BREAK (アイテムブレイク)         | Espada             | Espadachines              | Rompe objetos                                                                                        |
| STEAL (スティール)                    | Hacha              | Milanor                   | Roba objetos                                                                                         |
| BLOODY CLAW (ブラッディクロー)        | Arco               | Asesinas                  | Solo noche, elimina al cabecilla enemigo                                                             |
| CHARIOT (チャリオット)                | Lanza              | Jinetes                   | Iguala el N.º de unidades                                                                            |
| SHIELD BARRIER (シールドバルア)       | ALL                | Todos                     | Anula ataques incluso si es sobreescrito por cartas Break Skill (Exc. cartas de victoria automática) |
| FLAME (フレイム)                      | Vara               | Todos                     | Daño fuego e incendia enemigos (incendio no compatible con GBA)                                      |
| BLIZZARD (ブリザード)                 | Lanza              | Todos                     | Daño hielo (Ondinas cambia la habilidad a DIAMOND DUST, congelando el mapa al terminar la batalla)   |
| THUNDERBOLT (サンダーボルト)          | Arco               | Todos                     | Daño trueno y paraliza enemigos (parálisis no compatible con GBA)                                    |
| BANISH (バニッシュ)                   | Espada             | Todos                     | Daño luz                                                                                             |
| DRAGON KILLER (ドラゴンキラー)        | Hacha (ALL en PSP) | Todos                     | Reduce la potencia a dragones montados enemigos                                                      |
| EARTHQUAKE (アースクウェイク)         | Físico             | Golems                    | Destruye edificios a 2 cuadras al terminar batalla                                                   |
| MIND CHANGE (マインドチェンジ)        | ALL                | Todos                     | Si el enemigo es de mismo sexo y tamaño, roba unidades (exc. cabecilla)                              |
| REVOLUTION (レヴォリューション)       | Espada             | Valquirias e Yggdra       | Solo cabecilla, iguala N.º de unidades                                                               |
| CRUSADE (ジハード)                    | ALL                | Yggdra                    | Solo cabecilla, victoria automática                                                                  |
| SANCTUARY (サンクチュアリ)            | ALL                | Todos                     | Solo día, revive acompañantes                                                                        |
| REFRESHMENT (リフレッシュメント)      | ALL                | Todos                     | Solo día, revierte estados y recupera MORALE (Exc. en HARD o en GBA)                                 |
| FORTUNE (フォーチュン)                | ALL                | Todos                     | Aumenta el parámetro LUK                                                                             |
| KISS OF DEATH (キスオブデス)          | ALL                | Todos                     | Solo noche, AT es alterado pero... / dura 7.77 s.                                                    |
| MIRAGE (ミラージュ)                   | ALL                | Todos                     | Cambia la zona GEO                                                                                   |
| BANSHEE'S CRY (バンシーズクライ)      | Espada             | Todos                     | AT enemigo cae a una estrella grande                                                                 |
| IVY WHIP (アイヴィウィップ)           | ALL                | Todos                     | Si el enemigo está en bosque, causa daño                                                             |
| MANTRAP (マントラップ)                | ALL                | Todos                     | Si el enemigo está en pantano, causa daño                                                            |
| SANDSTORM (サンドストーム)            | ALL                | Todos                     | Si el enemigo está en arena, causa daño                                                              |
| ROCKFALL (ロックフォール)             | ALL                | Todos                     | Si el enemigo está en montaña, causa daño y enlentece enemigos (Freno no compatible con GBA)         |
| ACE GUARD (エースガード)              | ALL                | Solo el Ace puede activar | Evita daños de primer ataque y de reacciones                                                         |
| GENOCIDE (ジェノサイド)               | Guadaña            | Gulcasa                   | AT x (N.º de unidades sacrificadas + portador) / rompe las barras agresividad e ira                  |
| REINCARNATION (リィンカーネーション)  | Libro              | Nessiah                   | Permite el cambio de acompañantes                                                                    |
| ANGELIC THUNDER (リヴェリオン)        | Lanza              | Marietta                  | Victoria automática                                                                                  |
| Cartas que debutan en PSP             |                    |                           | |
| OBLIVIOUS DAWN (オブリヴィアスドーン) | Guadaña            | Mistel                    | Drena la barra de ira                                                                                |
| COMA KARMA (コーマカルマ)             | ALL                | Pamela                    | Duerme enemigos                                                                                      |
| JUDGEMENT ZERO (ジャッジメントゼロ)   | Hacha              | N.º 367                   | Victoria automática                                                                                  |

Notas
- El texto de las cartas aparecen en inglés y entre paréntesis en japonés.

## Historia
Yggdra, princesa de Fantasinia, escapó de Bronquia en su precuela, Blaze Union. Luciana intenta eliminarla, pero no se da cuenta de que la zona que está atacando es la base de Milanor, ya que se enteró de que su casa se estaba quemando. La primera oleada fue eliminada por Milanor, lo que termina con el inicio de amistad de él hacia Yggdra y con la retirada de Luciana. 
Los dos empezaron a recuperar territorios hasta la recuperación de Paltina. El primer personaje en rescatar es Durant de la 3.ª caballería. Gulcasa planeó la guerra civil de Embellia y la batalla entre Rosary y Roswell. La ondina Nietzsche aparece de infiltrada para detener el espionaje hecho por Gulcasa y también estaba buscando el Transmigragem. El usuario decide si debe unisre a Rosary o a Roswell (por defecto Rosary se une si el usuario se queda sin cartas, debido a que las tropas de Gulcasa aparecieron para matar a Roswell).
Tras la recuperación de Paltina, Yggdra intenta atacar a Gulcasa, pero es secuestrada en el proceso y Nessiah impide rescatarla.
Durante una investigación en una de las ciudades prisión, detecta a Flone capturada por Eudy, lo cual es rescatada. Russell bloquea la puerta de trono pero cuando vio a Flone rescatada, traiciona al imperio, matando a Inzaghi en el proceso. Finalmente se detecta que Gulcasa era una marioneta, ya que el real se encuentra en Lost Aries.
Durante la búsqueda, se topa con Cruz, que es atacado por Mizer y con Pamela, descubierta por Nietzsche. Durante el último enfrentamiento contra Elena, ella traiciona al imperio y se une al equipo de búsqueda. Milanor finalmente rescata a Yggdra a costa de un enfrentamiento entre Elena y Leon, pero Gulcasa se da cuenta y prepara una emboscada, que fue interceptada después por Elena.
Aegina siempre intercepta a Milanor y su ejército, pero sin éxito en varias oportunidades. Yggdra se prepara para la coronación, pero es perseguida sorpresivamente por Gulcasa, y tras una eventual intercepción de las tropas de Milanor contra Gulcasa, una adolorida Aegina eliminó al sacerdote, pero no pudo evitar la coronación de Yggdra, lo que obligó a retirarse.
Ahora Yggdra empieza a eliminar a todos los bronquianos debido a la retirada de Gulcasa, ya sea por infiltración para destruir la cascada o cruzando el pantano. Kylier ayuda a Milanor a completar misiones, pero un triángulo amoroso impide estar siempre con Milanor y en consecuencia, inició un ataque suicida contra Eudy y su cañón Ankh, lo que abrió la puerta a Bronquia.
Gulcasa se sentía mal debido a la muerte de Zilva, Baldus e incluso, de su hermana Emilia. Cuando vio morir a Aegina y Luciana, se enfureció y empezó a romper el sello, lo que sacrificó a todos los bronquianos convirtiéndose en caballero Brongaa. Cuando intenta entrar al sello, fue interceptado por 3 de las tropas de Milanor. Uno de los finales es cuando se sacrifica para invocar al dragón Brongaa, terminando el juego. Si gulcasa es atacado antes de llegar al sello y muere, Yggdra descubre una isla, lo que entra a ella debido a que Bronquia se encuentra en llamas.
Nessiah advierte que la espada larga, el Gran Centurio, es una adivinadora que puede generar un Ragnarok. Otros dos finales aparecen cuando llega Marietta tras la confrontación de Yggdra contra Nessiah. Si sella la espada, las tropas de Yggdra son devueltas a su tierra de origen. Si ataca a Marietta, se creará un Ragnarok. Adicionalmente, en HARD desde PSP, también se enfrenta a otro ángel, el N.º 367, dando el cuarto final. Atacando a Marietta o al N.º 367 da el paso inicial a Riviera: The Promised Land.

## Personajes
Debido a que es extenso, solo se nombran los personajes protagonistas y algunos enemigos.
| Nombre                                                                               | Arma                   | Sexo                   | Clase                  | Comentarios |
| Personajes principales                                                               | Personajes principales | Personajes principales | Personajes principales | Personajes principales |
| ------------------------------------------------------------------------------------ | ---------------------- | ---------------------- | ---------------------- | --- |
| Yggdra Yuril Artwaltz (ユグドラ＝ユリル＝アルトワルツ Yugudora Yuriru Arutowarutsu?) | Espada                 | Mujer                  | Sword Maiden           | Escapó de Bronquia debido a que Paltina fue capturada por Gulcasa. Gracias a la espada larga, Gran Centurio, pudo recuperar a Paltina, pero es secuestrada en el proceso. |
| Yggdra Yuril Artwaltz (ユグドラ＝ユリル＝アルトワルツ Yugudora Yuriru Arutowarutsu?) | Espada                 | Mujer                  | La Puchelle            | Es coronada Reina de Fantasinia, y ahora se enfrenta a Bronquia y las tropas de Gulcasa. |
| Milanor (ミラノ Mirano?)                                                             | Hacha                  | Hombre                 | Stray Thief            | Debido a que su base fue incendiada por Luciana, se enfurece y elimina a sus tropas. Él rescata a Yggdra en varias oportunidades. |
| Guardián (Flunky)                                                                    | Hacha                  | Hombre                 | Thief                  | Compañero de Milanor. Solo es controlable en el mapa inicial (no puede subir de nivel), pero en iOS, Android y Nintendo Switch se puede desbloquear cumpliendo ciertas condiciones. |
| Kylier (キリエ Kirie?)                                                               | Hacha                  | Mujer                  | Grifo montado          | Amiga de la infancia de Milanor. Debido a que Milanor intenta rescatar a Yggdra, Kylier cae en un triángulo amoroso. Se sacrifica por salvar a Milanor en el camino a Bronquia. |
| Durant (デュラン Dyuran?)                                                            | Lanza                  | Hombre                 | Jinete                 | Líder de la 3.ª caballería de la armada real. Él sabe de política y lo usa en caso de conflicto armado extenso. |
| Durant (デュラン Dyuran?)                                                            | Guadaña                | Hombre                 | Dragón montado         | Solo aparece esa clase si utiliza el dragón como pieza de equipo. |
| Nietzsche (ニーチェ Niiche?)                                                         | Lanza                  | Mujer                  | Ondina                 | Una adolescente ondina que fue exiliada de Embellia durante la guerra civil debido a la pérdida de Transmigragem. Se une al ejército de la armada real. |
| Ishiene (イシーヌ Ishiinu?)                                                          | Lanza                  | Mujer                  | Ondina                 | Debido al robo y posterior perdida de Transmigragem, ella detesta a los humanos y exilia a Nietzsche en el proceso. Fue eliminada por el ejército. |
| Emelone (エメローネ Emeroone?)                                                       | Lanza                  | Mujer                  | Ondina                 | La reina de las ondinas. Fue eliminada por el ejército de la armada real con el fin de detener la guerra. |
| Roswell Branthèse (ロズウェル・ブランテーゼ Rozuweru Buranteeze?)                    | Vara                   | Hombre                 | Necrofago              | Miembro de la rosa negra. Él controla un ankh. Debe eliminar a Rosary para unirse al ejército. |
| Rosary Esmeralda (ロザリィ・エスメラルダ Rozarii Esumeraruda?)                       | Vara                   | Mujer                  | Bruja                  | Miembro de la rosa blanca. Ella controla el otro Ankh. Debe eliminar a Roswell para unirse al ejército. |
| Mistel (ミステール Misuteeru?)                                                       | Guadaña                | mujer                  | Soldado táctica        | Debutó en PSP. |
| Russell (ラッセル Rasseru?)                                                          | Espada                 | Hombre                 | Espadachin             | Fue reclutado por el ejército imperial. Si Flone es rescatada por el ejército de la armada real, él traiciona al ejército imperial, matando a Inzaghi en el proceso. |
| Cruz Cruppo Crulielle (クルズ＝クルッポ＝クルリエール Kuruzu Kuruppo Kururieeru?)    | Arco                   | Hombre                 | Cazador                | Es rescatado por el ejército de la armada real de los ataques de Mizer. |
| Pamela (パメラ Pamera?)                                                              | Vara                   | Mujer                  | Bruja mística          | Es desbloqueable en Hard en PSP. Con la apariencia de niña, es bastante poderosa. Ella estudia sobre ondinas. También es desbloqueable en Knights in the Nightmare, pero req. un archivo de datos de la misma región para el dicho juego para PSP o insertar el cartucho de GBA al dicho juego para Nintendo DS.         |
| Elena (エレナ Erena?)                                                                | Arco                   | Mujer                  | Asesina                | La hermana de Leon. El plan era interceptar a Milanor pero finalmente traiciona al imperio y se une al equipo de búsqueda. |
| Flunky (コブン Kobun?)                                                               | Hacha                  | Hombre                 | Bandido                | Unidades de Milanor. Los primeros fueron eliminados por ayudar a Milanor en combates contra Luciana y los demás en combates contra Inzaghi y Eudy. |
| Enemigos                                                                             |                        |                        |                        | |
| Gulcasa (ガルカーサ Garukaasa?)                                                      | Guadaña                | Hombre                 | Caballero dragón       | Gulcasa es el general de Bronquia. Secuestra a Yggdra durante la liberación de Paltina. |
| Gulcasa (ガルカーサ Garukaasa?)                                                      | Guadaña                | Hombre                 | Caballero Brongaa      | Debido a la pérdida de Zilva, Baldus y de su hermana Emilia, se enfurece y rompe el sello que libera al dragón diabólico Brongaa. |
| Emilia (エミリオ Emirio?)                                                            | Hacha                  | Mujer                  | Grifo montado          | Hermana de Gulcasa, de padre, que también fue sellada debido a que su sangre es de Brongaa. |
| Aegina Eine Artwaltz (アイギナ＝アイネ＝アルトワルツ Aigina Aine Arutowarutsu?)      | Espada                 | Mujer                  | Valquiria              | Una de las valquirias al mando de Gulcasa y primera hermana de Yggdra. Fue interceptada por Elena, que traicionó al imperio. |
| Luciana Rune Artwaltz (ルシエナ＝ルーン＝アルトワルツ Rushiena Ruun Arutowarutsu?)   | Espada                 | Mujer                  | Valquiria              | Otra de las valquirias de Gulcasa y segunda hermana de Yggdra. Fue interceptada por Milanor en el mapa 1. |
| Leon (レオン Reon?)                                                                  | Lanza                  | Hombre                 | Jinete                 | Hermano de Elena. Durante la intercepción del plan de rescate, se enfrentó a su hermana, que finalmente murió en el intento. Mientras que el ejército buscara a Yggdra, Elena le preparó la tumba a Leon. |
| Nessiah (ネシア Neshia?)                                                             | Libro                  | Hombre                 | El sabio               | Estratega y amigo de Gulcasa. Es un ángel caído durante el Ragnarok, que fue exiliado de Asgard. |
| Baldus (バルドゥス Barudusu?)                                                        | Lanza                  | Hombre                 | Jinete Garrison        | Otro de los jinetes de Gulcasa. |
| Eudy (ユーディ Yuudi?)                                                               | Vara                   | Mujer                  | Bruja                  | Intercepta todos los planes hechos por Milanor y su ejército. Muere en el ataque suicida de Kylier. |
| Zilva (ジルヴァ Jiruva?)                                                             | Arco                   | Mujer                  | Asesina                | Zilva enseñó todas las técnicas de ataque a Elena. Fue traicionada por Elena durante el plan de rescate de Yggdra por parte de Milanor. Muere en la confrontación que llama la atención a Baldus durante el plan Catarata, también de Milanor.                                                                           |
| Ángeles                                                                              |                        |                        |                        | |
| Marietta (マリエッタ Marietta?)                                                      | Lanza                  | Mujer                  | Arcángel               | Marietta detecta que la espada Gran Centurio tiene un gran poder. Si lo sella, enviarán a todos a su tierra de origen, que da origen al argumento de Gloria Union. Si se enfrenta contra Marietta, creará el Ragnarok. Aparece en Riviera, que fue revivida 1000 años después de Ragnarok y en Knights in the Nightmare. |
| N.º 367 (367号 Sanrokunana-gou?)                                                     | Hacha                  | Mujer                  | The Angelic            | Con su debut en PSP en Hard, N.º 367 es un intento fallido de Grim Angel creado por Hector, uno de los 7 Magi. Durante su enfrentamiento, dará origen a los eventos antes de Riviera. |

### Personajes genéricos
| Clase                            | Arma                         | Sexo  | Movida                                                                 | Comentarios |
| -------------------------------- | ---------------------------- | ----- | ---------------------------------------------------------------------- | --- |
| Espadachín (Fencer)              | Espada                       | Varón | Pie                                                                    | Daño trueno en AGRESSIVE y anula trueno                                                                                            |
| Valquiria (Valkyrie)             | Espada                       | Mujer | Pie                                                                    | Daño luz en AGRESSIVE, anula luz, débil contra oscuridad y doble daño contra golems                                                |
| Bandido (Bandit)                 | Hacha                        | Varón | Pie                                                                    | Bandidos enemigos pueden destruir edificios                                                                                        |
| Grifo montado (Griffon Rider)    | Hacha                        | Mujer | Vuelo (no es afectado por terrenos paralizantes, como arena o pantano) | Débil contra hielo y arqueros, doble daño contra jinetes y anula los efectos GEO                                                   |
| Jinete (Knight)                  | Lanza                        | Varón | Caballo                                                                | Transpasa enemigos y fuerte en pavimento y puentes pero débil en bosques y contra grifos montados.                                 |
| Ondina (Undine)                  | Lanza                        | Mujer | Agua (también puede moverse en tierra firme)                           | Daño hielo en AGRESSIVE, puede moverse bajo el agua y anula hielo, pero débil contra fuego y en arena.                             |
| Cazador (Hunter)                 | Arco (No puede contraatacar) | Varón | Pie                                                                    | Fuerte de día y en bosques, y doble daño contra grifos montados.                                                                   |
| Asesina (Assassin)               | Arco (No puede contraatacar) | Mujer | Pie                                                                    | Daño oscuridad en AGRESSIVE, anula oscuridad, y fuerte de noche.                                                                   |
| Necrofago (Necromacer)           | Vara                         | Varón | Pie (Warp de noche)                                                    | Daño oscuridad en AGRESSIVE, anula oscuridad, débil contra luz y doble daño contra esqueletos.                                     |
| Bruja (Witch)                    | Vara                         | Mujer | Pie                                                                    | Daño fuego en AGRESSIVE y anula fuego.                                                                                             |
| Golem                            | Físico                       | N/A   | Lento (solo una cuadra por turno)                                      | Debido al gran tamaño, destruye todos los obstáculos al pisarlos y anula cambios de estado, pero débil contra trueno y valquirias. |
| Esqueleto (Skeleton)             | Físico                       | N/A   | Pie                                                                    | Duerme de día y débil contra necrofagos y luz, pero anula cambios de estado.                                                       |
| Dragón montado (Imperial Knight) | Guadaña                      | Varón | Dragón                                                                 | Transpasa enemigos y agua, daño fuego en AGRESSIVE y anula fuego.                                                                  |

Nota
AGRESSIVE se entiende por modo AGRESSIVE en la barra de agresión y RAGE en la barra de ira.

## Desarrollo
Yggdra Union estuvo en desarrollo por un equipo de menos de 25 personas. Shinichi Ito, diseñador y director de Riviera, jugó el mismo rol de desarrollador en Yggdra Union. Minako Adachi y Shigeki Hayashi también participaron en los roles de compositores y diseñadores de sonido. Masanori Ishikawa, uno de los programadores de Riviera, es uno de los dos programadores en Yggdra Union. Sunaho Tobe, diseñador de personajes en Riviera, es diseñador de cartas, mientras que Satoko Kiyuduki diseñó los personajes. Sting también contrató a Atlus para la traducción al inglés de ciertas partes de texto en la versión japonesa.
El juego fue desarrollado el 2005 bajo el proyecto “YGG”, con un anuncio al público en octubre de 2005 entre Famitsu y el sitio web de Sting. Los parámetros INT y LDS, al igual que el estado FREZZE solo estuvieron en el beta que no aparecieron en la versión final. Además, los diseños de personajes estaban incompletos, por lo cual se tuvo que usar diseños de Riviera. Cuando se mostró las primeras capturapantallas, la barra de agresividad funcionaba en reversa y las teclas coinciden con la carga de agresión. Las cartas presentaban más MOV, lo cual podía usarse en mapas más largos.
Se ha detectado muchos problemas en el desarrollo de Yggdra Union. El juego no cabía en el cartucho pero Sting confirmó su lanzamiento con un cartucho más grande, reduciendo los problemas de espacio. El mayor problema fue el diseño de personajes. Muchos personajes fueron producidos, pero los creadores del juego dificílmente agrega algunos de estos para usarse.
La versión de PSP fue anunciado por Famitsu y confirmado por Sting, que aumentó las prestaciones del juego, incluyendo sprites rediseñados y nuevos personajes, así como se reformó el motor del juego, con el aumento de 6 a 8 las unidades chicas y de 3 a 4 las unidades grandes, además de nuevos cambios de estado incendio y parálisis visto en el tutorial en video del sitio web oficial y un video introductorio visto en el blog de desarrollador. Otros cambios incluyen nuevas secuencias de historia incluyendo un cuarto final, Pamela vuelve como personaje desbloqueable, el modo Hard, nuevos cambios de estado para las presentes cartas y sobre todo, nuevas cartas y mapas. Además, en esta versión se corrigierón los bugs, como el cuelgue a mitad de partida durante la batalla contra Nessiah que deja la pantalla con color inverso hasta el siguiente Hardware Reset, que estuvieron presentes en GBA.
Las versiones HD se lanzaron para iOS y Android el 2019 y para Nintendo Switch el 2020, lo que actualiza su motor de juego, agrega nuevas velocidades de batalla y una nueva dificultad más fácil. El juego presenta las 3 dificultades desde el inicio, las opciones extra (pruebas de sonido, cartas, historial de batalla y el inventario) ya no necesitan objetos para activarlas (y en el caso de cartas, no necesitan eliminar a Nessiah en los mapas finales), ya que estas 4 están disponibles por defecto, y las funciones en iOS y Android fueron actualizadas para usarse con la pantalla táctil. Por defecto usa el audio de fondo de PSP, pero mediante compras integradas se puede cambiar por el audio de GBA o por la nueva música reorquestada. Cambiar el audio de fondo que no sea de PSP también desactiva sus variantes de batalla. Sin embargo, debido a problemas con fuentes, solo se lanzó en japonés a nivel mundial, al menos en las versiones de iOS y Android.
La versión de PC se lanzó en febrero de 2023 como acceso anticipado, y posteriormente el 27 de julio de 2023. También salió a nivel mundial para Nintendo Switch el mismo día, eliminando la exclusividad regional para dicha consola. La versión de acceso anticipado se han detectado varios bugs que se eliminaron en la versión estable. Se agregó los idiomas chino y coreano, puede configurar teclas en el teclado, aunque puede usarse el ratón o el joypad compatible con XInput, y se agrega una función de Blaze Union que es la barra de vida del cabecilla (desactivada por defecto), entre otras funciones.

## Localización
Siguiendo con el suceso sorpresivo de Riviera: The Promised Land, Atlus rápidamente tuvo la oportunidad de localizar este juego, lo cual tuvo retrasos en el lanzamiento de juegos como Summon Night: Swordcraft Story y Super Robot Taisen: Original Generation.
Yggdra Union es el juego más difícil de localizar debido a las fuentes utilizadas. El juego para PSP fue lanzado el 16 de septiembre de 2008.
Como controversia, las escenas de baño en la versión norteamericana es más explícita que su contraparte japonesa de GBA. No solo aparecen las hojas cubriendo a Yggdra en la versión japonesa, sino también se modificarón los diálogos. La versión japonesa de PSP sigue censurada, pero revela un poco más las partes intimas.